# Suzon
Der Suzon ist ein Fluss in Frankreich, der im Département Côte-d’Or in der Region Bourgogne-Franche-Comté verläuft. Er entspringt im Gemeindegebiet von Trouhaut, entwässert zunächst Richtung Nordost, dreht dann auf Südost, durchquert teilweise unterirdisch die Großstadt Dijon und mündet nach insgesamt rund 41 Kilometern im Ballungszentrum südöstlich der Stadt, im Gemeindegebiet von Longvic, als linker Nebenfluss in die Ouche.

## Orte am Fluss
(Reihenfolge in Fließrichtung)
- Val-Suzon
- Messigny-et-Vantoux
- Ahuy
- Fontaine-lès-Dijon
- Dijon

## Sehenswürdigkeiten
- Im Tal des Suzon wurden zahlreiche Quellen gefasst und im unterirdischen Aqueduc du Rosoir zur Wasserversorgung von Dijon abgeleitet. Das Projekt wurde 1838 von Henry Darcy realisiert.
- Das Suzon-Tal ist als Natura-2000-Schutzgebiet unter FR2600957 registriert.